# FBI : Duo très spécial
Pour les articles homonymes, voir FBI (homonymie).
FBI : Duo très spécial ou FBI : Flic et Escroc au Québec (White Collar) est une série télévisée américaine policière et d'aventures avec un pilote de 90 minutes puis 80 épisodes de 42 minutes, créée par Jeff Eastin (en), diffusée entre le 23 octobre 2009 et le 18 décembre 2014 sur USA Network, et depuis le 30 octobre 2009 sur Bravo!, au Canada.
En France, la série a été diffusée sur Série Club entre le 21 septembre 2010 et le 18 avril 2015, et en clair sur M6 en version multilingue (VM) entre le 9 juillet 2011 et le 16 décembre 2016.
Au Québec, la série est diffusée depuis le 2 septembre 2010 sur Séries+, en Suisse depuis le 24 octobre 2010 sur RTS Un, en Belgique depuis le 12 novembre 2010 sur Be Séries mais aussi depuis le 10 août 2011 sur RTL-TVI.
La série est disponible en intégralité sur Disney +.
Cette série se distingue en plus de ces histoires policières sur les enquêtes de la White Collar Division (origine du titre de la Série) de New York, par des histoires de fond, chacune occupant une saison, sur des chasses au trésor ou des poursuites de criminels intouchables.

## Synopsis
(Juin 2021).
Neal Caffrey, criminel averti, doté d'une grande intelligence, est un spécialiste de l'arnaque en tout genre et excellent faussaire. Il a été arrêté après trois années de recherche par Peter Burke, agent du FBI, de la White Collar Division de l'Agence de New York, qui est le seul à avoir réussi sa capture. Condamné à 4 ans de prison, et alors qu'il ne lui reste que quatre mois à faire, il s'échappe de la prison fédérale de maximum sécurité où il est détenu pour retrouver sa fiancée Kate, qui l'a quitté dans des conditions étranges.
Peter Burke le retrouve à nouveau et l'arrête. Condamné à nouveau à 4 ans pour son évasion, Neal Caffrey donne à Peter Burke des preuves dans une autre affaire. Mais ces informations ont un prix : Burke doit venir rencontrer Caffrey en prison pour en discuter.
Durant cette rencontre, Caffrey lui propose un marché : il aide Burke à capturer d'autres criminels comme travail d'intérêt général et sera relâché à la fin de sa peine. Burke accepte, après quelques hésitations. Il devra porter un bracelet électronique, pour savoir où il est en permanence.
Le lendemain de sa libération, Caffrey vit déjà dans une des maisons les plus chères de Manhattan, après avoir convaincu une veuve âgée de le laisser habiter dans sa chambre d'amis. Après avoir réussi sa première mission, Caffrey a prouvé à Burke qu'il va effectivement l'aider et qu'il n'essayera plus de s'enfuir. Toutefois, en parallèle, Caffrey recherche toujours sa fiancée, qu'il pense en danger…

## Distribution

### Acteurs principaux
- Matthew Bomer (VF : Jérémy Bardeau) : Neal Caffrey
- Tim DeKay (VF : Pierre Tessier) : agent spécial Peter Burke
- Tiffani-Amber Thiessen (VF : Virginie Méry) : Elizabeth Burke
- Willie Garson (VF : Georges Caudron) : Mozzie (Théodore « Teddy » Winters)
- Sharif Atkins (VF : Raphaël Cohen) : agent spécial Clinton Jones (récurrent saison 1, principal à partir de la saison 2)
- Marsha Thomason (VF : Laura Zichy) : agent spécial Diana Barrigan (récurrente saison 1, principale à partir de la saison 2)
- Hilarie Burton (VF : Laura Préjean) : Sara Ellis (récurrente saisons 2 et 4, principale saison 3)

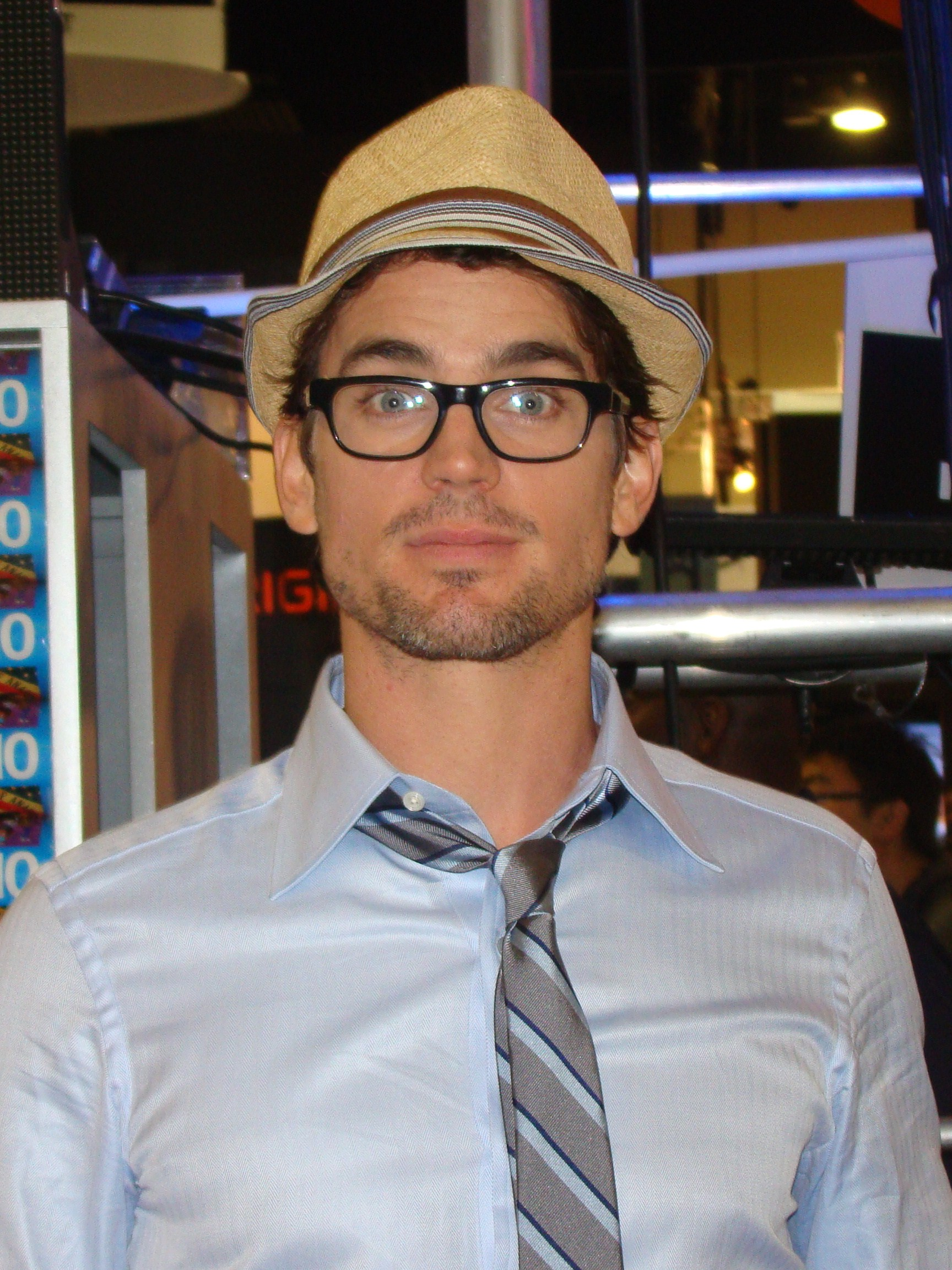
Matthew Bomer interprète Neal Caffrey.
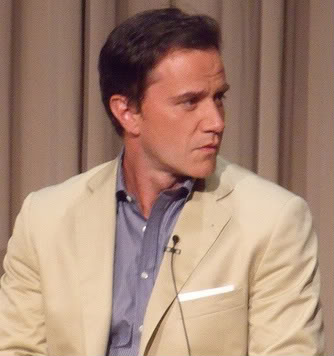
Tim DeKay interprète l'agent spécial Peter Burke.
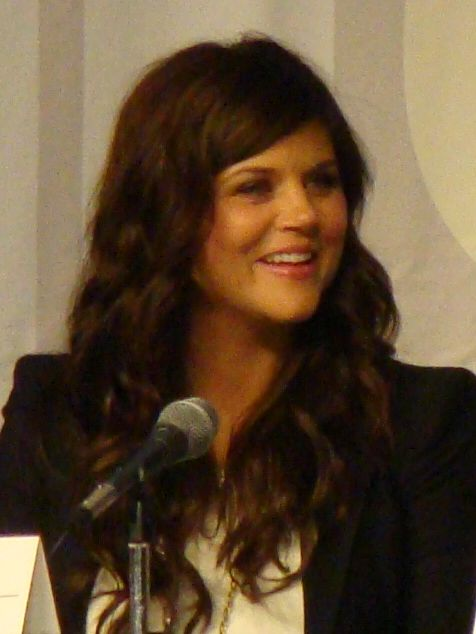
Tiffani-Amber Thiessen interprète Elizabeth Burke
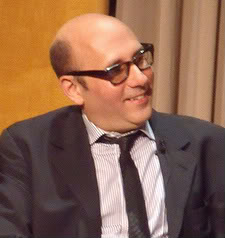
Willie Garson interprète Mozzie.
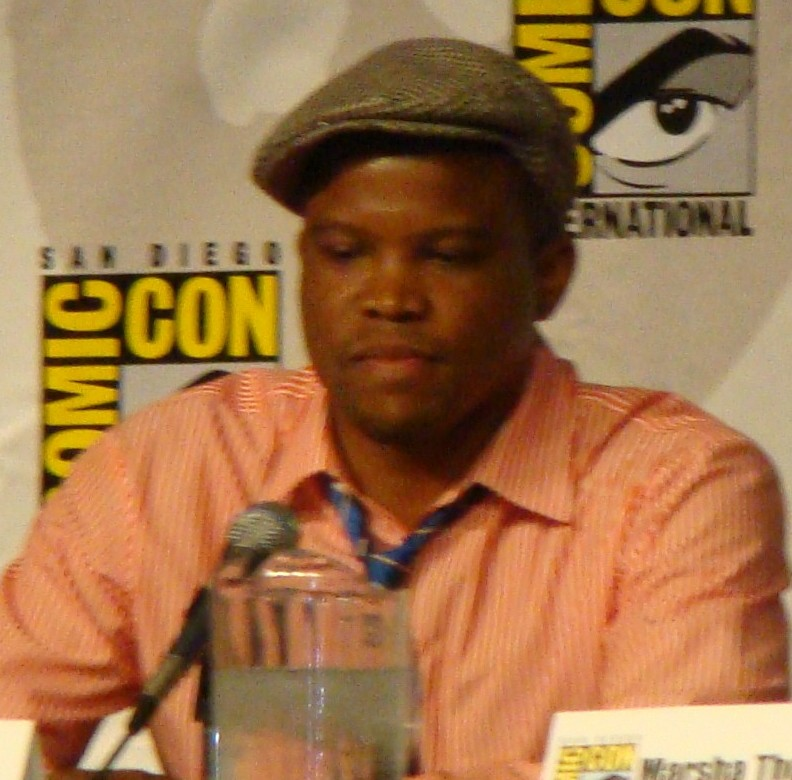
Sharif Atkins interprète l'agent spécial Clinton Jones.
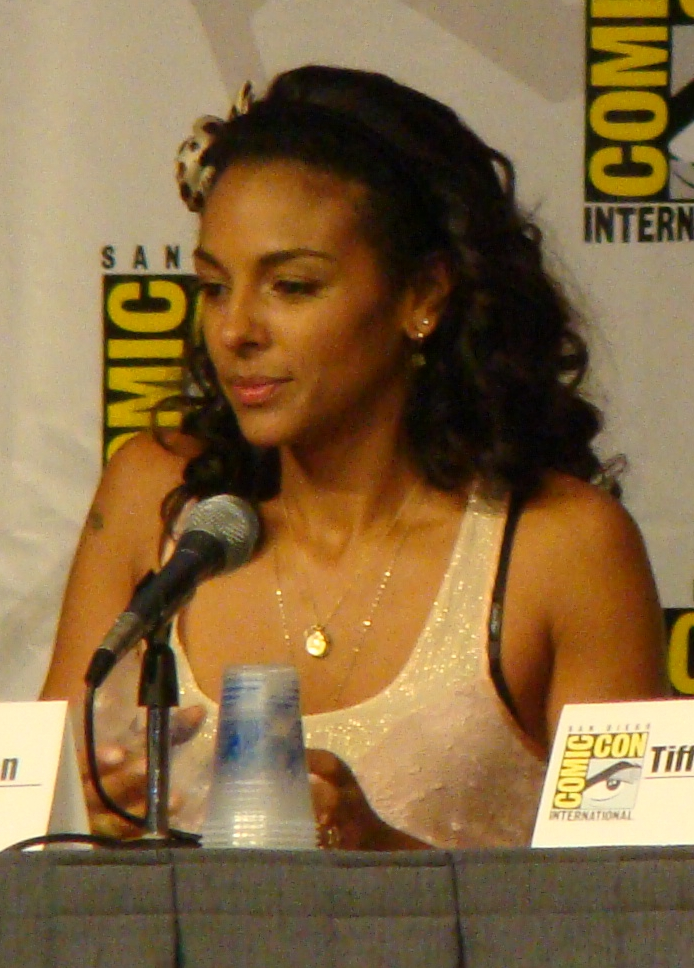
Marsha Thomason interprète l'agent spécial Diana Barrigan
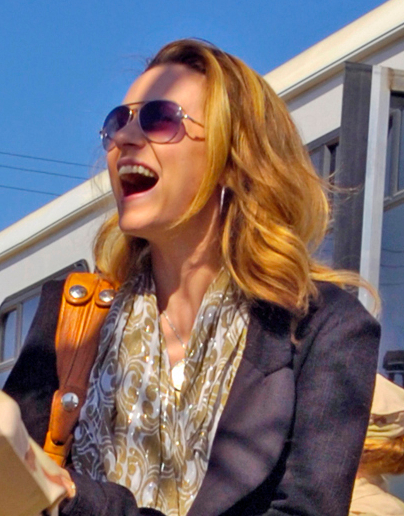
Hilarie Burton interprète Sara Ellis

### Acteurs récurrents
- Natalie Morales (VF : Valérie Nosrée) : agent spécial Lauren Cruz (saison 1)
- James Rebhorn (VF : Stefan Godin) : agent spécial Reese Hughes, directeur de la division des fraudes (saisons 1 à 4)
- Alexandra Daddario (VF : Sasha Supera) : Kate Moreau (saisons 1 et 2)
- Diahann Caroll (VF : Jocelyne Darche) : June Ellington (saisons 1 à 6)
- Noah Emmerich (VF : Guillaume Orsat) : agent spécial Garett Fowler (saisons 1 et 2)
- Gloria Votsis (VF : Audrey Sablé) : Alex Hunter (saisons 1 à 3)
- Ross McCall (VF : Boris Rehlinger) : Matthew Keller (invité saisons 1 et 2 puis récurrent saisons 3 et 6)
- Andrew McCarthy (VF : Guillaume Lebon) : Vincent Adler (saisons 2 et 3)
- Jayce Bartok (VF : Gaël Zaks) : Devlin (saison 2)
- Denise Vasi (VF : Cécile Marmorat) : Cindy (invitée saisons 1 et 2, récurrente saison 3)
- Beau Bridges (VF : José Luccioni) : agent Kramer (saison 3)
- Judith Ivey (VF : Brigitte Virtudes) : Ellen Parker (saisons 3 et 4)
- Treat Williams (VF : Patrick Béthune) : Sam (saison 4)
- Bridget Regan (VF : Anne Massoteau) : Rebecca Lowe / Rachel Turner (récurrente saison 5, invitée saison 6)
Version française
  - Société de doublage : Dub' Club[7],[8]
  - Direction artistique : Mélody Dubos[7],[8]
  - Adaptation des dialogues : Xavier Varaillon, Olivier Le Treut, Sabrina Boyer et Isabelle Guegen[7]

 Source et légende : version française (VF) sur RS Doublage et Doublage Séries Database

## Production

### Développement
Le projet a débuté en mars 2008, et un pilote de 90 minutes a été commandé en mai.
Le 23 avril 2009, USA commande la série, soit treize épisodes ajoutés au pilote.
Le 18 décembre 2009, la série a été renouvelée pour une deuxième saison de seize épisodes.
Le 27 septembre 2010, la série a été renouvelée pour une troisième saison de seize épisodes.
Le 27 août 2011, la chaîne a renouvelé la série pour une quatrième saison de seize épisodes.
Le 25 septembre 2012, la série a été renouvelée pour une cinquième saison de treize épisodes.
Le 20 mars 2014, la série a été renouvelée pour une sixième et dernière saison de six épisodes.

### Revival
En mai 2020, Jeff Eastin le showrunner de la série évoque dans un tweet le relancement probable de la série. Il précise également que le casting serait prêt et que les pourparlers avançaient à grands pas; en ajoutant que l'idée générale du revival était déjà déterminée.

### Casting
Le casting principal débute en août 2008, dans cet ordre : Matthew Bomer, Tim DeKay, Willie Garson, Tiffani-Amber Thiessen et Marsha Thomason.
L'actrice Marsha Thomason (agent spécial Diana Barrigan) a obtenu un rôle principal dès la deuxième saison. Elle est apparue dans le pilote et la finale de la première saison.
En mai 2012, l'acteur Treat Williams a obtenu un rôle récurrent lors de la quatrième saison.
En juin 2012, l'acteur Victor Webster interprétera le rôle d'Eric Dunham le temps d'un épisode lors de la quatrième saison.
En juillet 2012, quatre acteurs supplémentaires, Titus Welliver, Sprague Grayden, Judith Ivey et Reed Diamond, rejoignent le temps d'un épisode la quatrième saison de la série.
En juin 2013, l'actrice Bridget Regan a obtenu un rôle récurrent lors de la cinquième saison, où elle joue le rôle de l'anti héros de cette saison.

### Tournage
La série est tournée à New York, aux États-Unis plus particulièrement au 351 Riverside Drive (Manhattan).

### Fiche technique
- Titre original : White Collar
- Titre français : FBI : Duo très spécial
- Titre québécois : FBI : Flic et Escroc
- Création : Jeff Eastin (en)
- Réalisation : John T. Kretchmer, Russell Lee Fine, Paul Holahan, Michael Smith, Kevin Bray, Dennie Gordon, Sanford Bookstaver, David Straiton, Tim DeKay, Tricia Brock, Jeff King, Anton Cooper et Stefan Schwartz
- Scénario : Jeff Eastin, Joe Henderson, Jim Campolongo, Alexandra McNally, Channing Powell, Mark Lafferty, Matthew Negrete, Mark Goffman, Daniel Shattuck, Tom Garrigus, Joseph C. Muscat, Jessica Grasl, NIck Thiel et Matt Whitney
- Direction artistique : Matthew Munn et Alison Ford ; Lester Cohen et Stephen Beatrice (conception de la production)
- Décors : Tora Peterson, Sheila Bock et Kara Tomey
- Costumes : Karen Malecki et Stephanie Maslansky
- Photographie : Russell Lee Fine, Robert Gantz et Niels Alpert
- Montage : Doug Hannah, Jonathan Chibnall, Tom Wilson, Michael Schweitzer, Tammis Chandler, Hibah Frisina, Jon Dudkowski, Kimberly Ray, Russell Denove et Justin Krohn
- Musique : Jon Ehrlich (en)
- Casting : Ross Meyerson et Julie Tucker
- Production : Margo Myers, Matthew Bomer, Tim DeKay et Matt Whitney ; Jim Campolongo, Alexandra McNally et Joan Binder Weiss (superviseur) ; Keira Morrisette, Jim Sodini, Tony Lara et Ross Mathy (associé) ; Hy Conrad et Tom Garrigus (consultant) ; Jeff Eastin, Mark Goffman et Nick Thiel (production exécutive) ; Jeff King et Clifton Campbell (coproduction exécutive)
- Sociétés de production : Jeff Eastin, Warrior George Productions et Fox Television Studios
- Sociétés de distribution (télévision) :

États-Unis : USA Network ; 20th Century Fox Home Entertainment (DVD)
Canada : Bravo!
France : Série Club
Belgique : BeTV
- Pays d'origine :  États-Unis
- Langue originale : anglais
- Format : couleur - 35 mm - 1,78:1 - son Dolby Digital
- Genre : série dramatique, policière
- Durée : 42 minutes

 Sauf indication contraire, les informations mentionnées dans cette section peuvent être confirmées par la base de données cinématographiques IMDb,  présente dans la section « Liens externes ».

## Épisodes
La série compte six saisons.
| Saison | Nombre d’épisodes | Diffusion originale | Diffusion originale | Diffusion originale |
| Saison | Nombre d’épisodes | Années              | Début de saison     | Fin de saison       |
| ------ | ----------------- | ------------------- | ------------------- | ------------------- |
| 1      | 14                | 2009-2010           | 23 octobre 2009     | 9 mars 2010         |
| 2      | 16                | 2010-2011           | 13 juillet 2010     | 8 mars 2011         |
| 3      | 16                | 2011-2012           | 7 juin 2011         | 28 février 2012     |
| 4      | 16                | 2012-2013           | 10 juillet 2012     | 5 mars 2013         |
| 5      | 13                | 2013-2014           | 17 octobre 2013     | 30 janvier 2014     |
| 6      | 6                 | 2014                | 6 novembre 2014     | 18 décembre 2014    |

## Univers de la série

### Personnages

#### Principaux
Neal Caffrey
C'est un faussaire spécialisé dans la peinture, très habile à contrefaire des œuvres originales. Il est aussi très intelligent, malin, séducteur, manipulateur. Tout lui réussit jusqu'au jour où il est arrêté par Peter Burke.
En prison, après une visite de sa fiancée qui a mal fini, il décide de s'échapper pour essayer de la retrouver. Il se rend à son appartement mais elle n'est pas là. Peter le trouve là durant les premières minutes de l'épisode pilote. Après que Neal lui a donné d'intéressantes informations, Peter le renvoie en prison avec la promesse qu'il lui rendra visite la semaine d'après. Durant la visite, Neal lui demande de devenir une sorte de consultant, mais Peter refuse. En y réfléchissant par la suite, il change d'avis et Neal est relâché pour aider Peter à arrêter des criminels qui, pour la plupart, évitent la violence et utilisent leurs méninges pour commettre des crimes. Après la mort de Kate, Neal est complètement bouleversé et ne cherche qu'une chose : trouver l'assassin de celle-ci et le tuer. Ce qu'il ne fera pas grâce à l'intervention de Peter. Par la suite, il tombera amoureux de Sara, l'enquêtrice pour les fraudes à l'assurance.
La relation qu'il entretient avec l'agent spécial Peter Burke est tout à fait singulière : les deux hommes ont un profond respect mutuel, connaissant l'un et l'autre leurs qualités et défauts. Les liens évoluent significativement au fil des saisons.
Agent spécial Peter Burke
Il est brillant dans ce qu'il fait, car il arrive à se mettre dans l'esprit du criminel. Il a attrapé Neal Caffrey et est le seul à l'avoir jamais fait. Dans le premier épisode, lorsque Neal s'échappe juste trois mois avant la fin de sa peine, Peter sait que quelque chose s'est passé. Il appréhende Neal qui lui apporte de l'aide dans une affaire difficile et, en retour, Neal lui demande de le relâcher pour qu'ils associent afin d'attraper des criminels.
L'agent Burke est un homme sensible, fin d'esprit, avec du charisme, et d'une douceur apparente. Il est marié à Elizabeth, qu'il aime plus que tout. Plusieurs épisodes laissent entrevoir une volonté certaine de bien faire, de toujours être honnête et juste. Il se montre à plusieurs reprises soucieux du jugement de sa femme, à laquelle il se confie souvent et à qui il a présenté Neal.
Mozzie
C'est le meilleur ami et complice de Neal depuis des années. C'est un homme mystérieux et son vrai nom est Theodore Winters. Son vaste savoir et son réseau de connaissances lui permettent de trouver des informations sur à peu près tout et tout le monde, même les bases de données du FBI ne semblent pouvoir lui résister. Contrairement à Neal, Mozzie est loin d’être sociable et encore moins d’être à l’aise en société, d’autant plus qu’il voit des complots un peu partout. Cependant, si la collaboration de Neal avec le FBI est loin de lui plaire, il finit par l'accepter et viendra même à plusieurs reprises en aide à Peter, qu’il surnomme « l'agent » (en V. F.) (« The Suit » en V. O. trad. litt. : le costume). Par la suite, il devient aussi ami avec la femme de Peter, Elizabeth Burke, qui fait souvent appel à lui.
Agent spécial Clinton Jones
C'est un membre important de l'équipe de Peter Burke au FBI. C'est un agent sérieux et droit. Il se méfie de Neal au départ mais apprend à lui faire confiance au fur et à mesure des enquêtes.
Agent spécial Diana Barrigan
C'est une membre importante de l'équipe de Peter Burke au FBI. C'est un agent intimidant qui sait se défendre si on l'agresse. Elle a l'avantage de pouvoir résister au charme de Neal Caffrey étant donné qu'elle est homosexuelle. Cependant elle finira par apprécier Neal et par même lui rendre certains services douteux.
Elizabeth Burke
C'est une organisatrice d’événement et la femme de l'agent Peter Burke. Elle le soutient dans son travail et comprend que celui-ci lui prend beaucoup de temps, même si elle est parfois déçue qu'il soit un peu ailleurs par moments.
Elizabeth interviendra plusieurs fois au sein des enquêtes afin de guider Peter et Neal. Elle apprécie Neal, mais aussi Mozzie.
Sara Ellis
C'est une enquêtrice pour les fraudes à l'assurance de la compagnie Sterling & Bosch. Elle aide Neal dans ses petites arnaques pour attraper les voleurs. Elle devient aussi la petite amie de Neal et découvrira que Neal cache le trésor qui était censé avoir brûlé.

#### Récurrents
Agent Lauren Cruz
C'est un jeune agent récemment transféré dans l'équipe de Burke. Elle a étudié les arnaques de Neal et les enquêtes de Peter durant sa formation. Celle-ci n'est restée que durant la première saison.
Alex Hunter
C'est une receleuse d'œuvres d'art (d'où ses renseignements indispensables), meilleure amie de Kate et consœur de Neal. C'est elle qui propose à Neal de voler la boîte à musique à Copenhague et qui l'aide à la voler en fin de la première saison.
Elle a une relation complexe avec Neal, selon l'aveu de celui-ci.
Elle échappe à chaque fois aux condamnations grâce à une clientèle très huppée d'après le FBI.
Kate Moreau
C'est l'ex-petite amie de Neal. Elle a rencontré Neal lorsqu'elle travaillait pour Vincent Adler. Ils sont très vite tombés amoureux fous l'un de l'autre. Vincent Adler les ruinera, Kate et Neal commenceront donc par mener des affaires plus ou moins douteuses. Mais elle meurt à la fin de la première saison.
Agent Kramer
C'était l'instructeur de Peter Burke à Quantico et plus tard son mentor. Kramer travaille à Washington dans l'unité spécialisée contre les vols d'œuvres d'art. Il est comme Neal, expert en art et pense que Neal est trop compétent pour rester indépendant. Il envisage donc de le faire transférer à Washington pour travailler avec lui.

## Accueil

### Audiences

#### Aux États-Unis
Lors de sa première diffusion, le pilote a obtenu une audience de 5,4 millions de téléspectateurs.
Le septième épisode de la première saison a réalisé la meilleure audience de la série avec 5,55 millions de téléspectateurs lors de sa première diffusion.
Le treizième épisode de la quatrième saison a réalisé la pire audience de la série avec 2,28 millions de téléspectateurs lors de sa première diffusion.

### Réception critique
Le New York Times a déclaré que la série était : « A winsome, quick-paced caper that is part Catch Me if You Can, part Shampoo ».

## Commentaires
Au Québec, la série est la quatrième de la chaîne USA Network à être diffusée sur Séries+, après Alerte à Santa Monica (Pacific Blue), Agent libre (Burn Notice) et Protection de témoins (In Plain Sight).
Pour la troisième saison de la série, les deux acteurs principaux Matthew Bomer et Tim DeKay ont obtenu une augmentation de salaire, respectivement entre 80 et 100 000 dollars par épisode. Durant les premières saisons, les deux acteurs gagnaient 50 000 dollars par épisode.
La série, notamment par les personnages de Neal Caffrey et surtout Mozzie, font de très nombreuses références à la France, son art de vivre, sa cusine… Elle évoque l'Art (en lien avec le sujet de la série) avec des références à tous les grands peintres et autres artistes français dont les œuvres sont présentes dans les histoires. Ensuite, avec le vin, dont les acteurs sont férus et souvent des vins de Bordeaux, de la Loire… Mais surtout dans les dialogues originaux avec bon nombre d'expressions françaises dans le texte. Enfin, on entend des musiques françaises dans quelques épisodes, des musiques anciennes des années 1920-1930.
Pour preuve que la France et le Français sont au cœur de la série, le titre original du dernier épisode de la série, l'épisode 6 de la saison 6, est Au revoir.

## Produits dérivés

### Sorties en DVD et Blu-ray
Zone 1 (dont les États-Unis) :
- White Collar: Season One est sorti le 13 juillet 2010 (zone 1) ;
- White Collar: Season Two est sorti le 7 juin 2011 (zone 1) ;
- White Collar: Season Three est sorti le 5 juin 2012 (zone 1[38]).

Les coffrets DVD et disques Blu-ray sont édités et distribués par Twentieth Century Fox Home Entertainment (en) :
Zone 2 (dont la France) :
- FBI : Duo très spécial coffret integral de la saison 1 est sorti le 29 août 2012[39] ;
- FBI : Duo très spécial coffret integral de la saison 2 est sorti le 26 septembre 2012[40].